# 마쓰다이라 가타모리

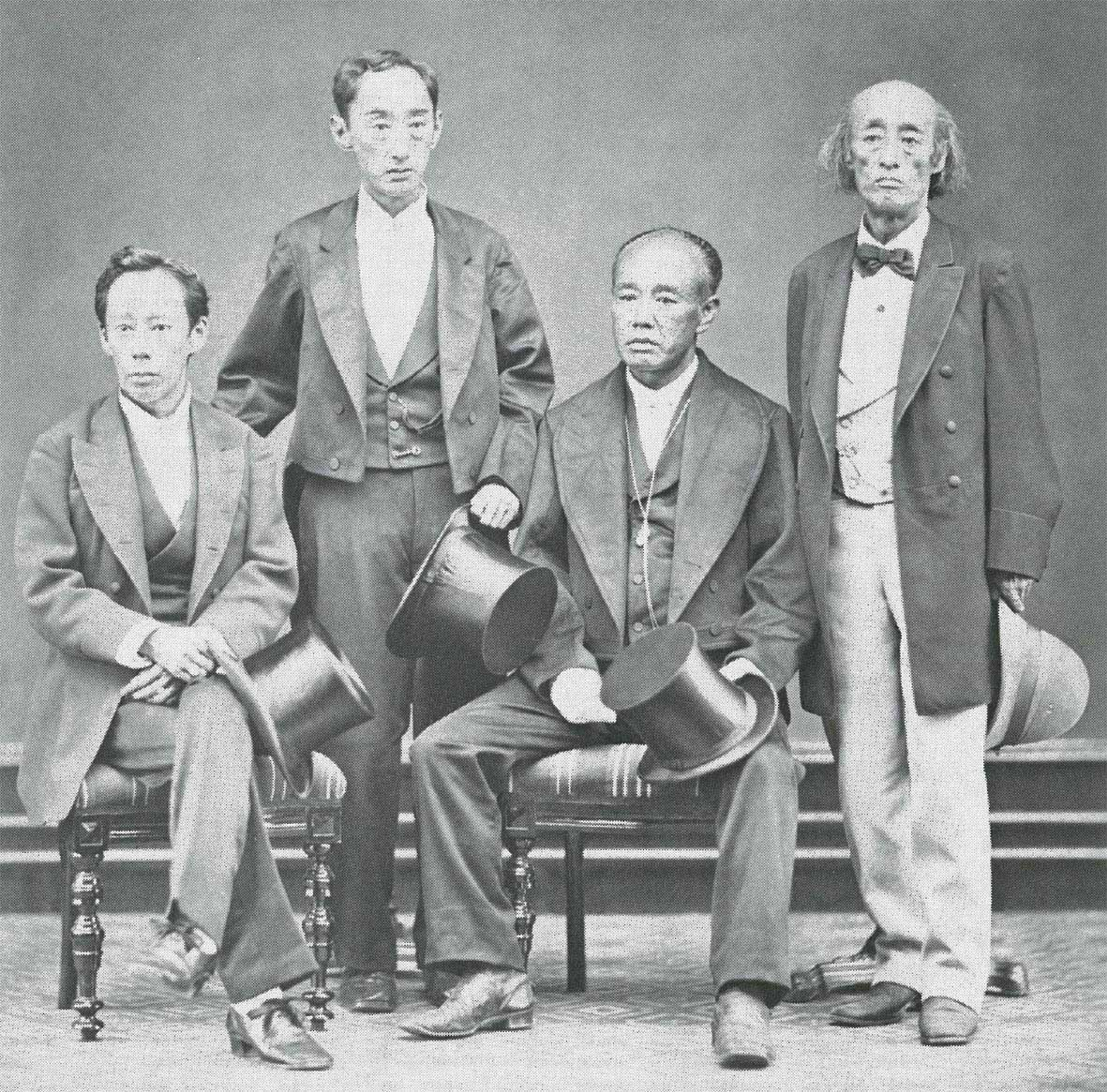
다카스 사형제(좌측부터 사다아키, 가타모리, 모치하루, 요시카쓰)

마쓰다이라 가타모리(일본어: 松平容保)는 막말의 다이묘이다. 무쓰 아이즈번 제9대 번주이며 교토 수호직을 역임했다.
미노 다카스 번주 마쓰다이라 요시타쓰의 6남으로 형인 도쿠가와 요시카쓰, 도쿠가와 모치하루, 남동생 마쓰다이라 사다아키를 합쳐 다카스 4형제라 부른다.

## 약력

### 아이즈 번주 취임
고카 3년(1846년) 8대 아이즈번주 마쓰다이라 가타타카의 양자가 되고 가에이 5년(1852년)에 번주를 승계했다. 만엔 원년(1860년), 다이로 이이 나오스케가 미토번 출신의 유랑무사에게 암살당했다는 이유로 미토 번을 토벌하려는 막부에 반대하였다. 분큐 2년(1862년), 장군후견인 히토쓰바시 요시노부, 후쿠이번주 마쓰다이라 요시나가의 추천을 받아 교토 수호직에 임명되었다. 감기로 자주 앓아누웠을 만큼 병약체질이었던 가타모리는 가신들의 반대로 처음에는 이를 고사하였으나 요시나가의 강권에 못 이겨 중임을 떠맡게 된다.

### 교토 수호직
교토 수호직 자격으로 상경한 다카모리는 고메이 천황을 배알하고 존황양이파와 대화를 통한 조정을 시도하는 방침으로 교토를 다스렸다. 이러한 행동에 대해 도쿠가와 요시노부 등은 기가 막히다는 반응을 보였다고 한다. 그러다가 아시카가 목상효수사건을 계기로 정책을 180도 전환, 공무합체파 및 존황양이파를 적대하게 된다. 이후 로시구미(浪士組: 신센구미의 전신)를 조직하여 쇼군 이에모치 경호와 교토의 치안유지를 맡겼으며 금문의 변을 일으킨 조슈번에 대항하였다.
게이오 2년(1866년)에 고메이 천황이 사망한 후, 수호직 사퇴를 몇번이나 신청했으나 막부, 교토 조정 양측 모두 인정하지 않았고 조정의 명령에 따라 교토에 남아있게 된다. 게이오 3년(1867년) 15대 쇼군인 도쿠가와 요시노부의 대정봉환으로 에도 막부가 소멸하고 교토 수호직도 폐지된다.

### 아이즈 전쟁
도바 후시미 전투에서 메이지 정부군에게 패배하고 아이즈번으로 돌아오게 된다. 아이즈번에서는 항전파와 항복파가 대립하였지만, 가신 대부분이 무장 항전을 지지하였다. 양자 마쓰다이라 노부노리에게 가문을 물려주고 근신하였지만, 가타모리를 막부파의 중진으로 여긴 메이지 정부군의 침략을 받고 항복하게 된다.

### 메이지 시대
항복한 후 돗토리번의 감시 하에 도쿄에서 칩거하게 되지만, 맏아들 가타하루의 가문 승계를 인정받아 화족이 될 수 있었다. 다카모리는 곧 칩거에서 풀려나 메이지 13년(1880년)에는 닛코 동조궁의 궁사(宮司)가 되고, 종삼위를 서임받았다. 메이지 26년(1893년) 12월 5일 도쿄 메구로의 자택에서 폐렴으로 사망하였다. 향년59세. 죽기 전날 메이지 천황에게서 우유를 하사받았다.
가타모리는 고메이 천황에게 받은 서한을 소중하게 여겨 죽을 때까지 손에서 놓지 않았고, 막부말, 메이지 유신 시대에 대해서 아무 말도 하지 않았다 한다. 천황의 친필서한에는 교토 수호직 임무를 격려하는 부분이 있어 천황이 얼마나 그를 신뢰하였는지 짐작할 수 있다. 이것은 가타모리를 역적으로 정의한 사쓰마, 조슈 중심의 역사관에서는 존재 자체를 인정할 수 없는 매우 불리한 사료였다. 그 내용을 알고 경악한 야마가타 아리토모는 2만 엔으로 모금하려 했지만 거절당했다.
묘소는 후쿠시마현 아이즈와카마쓰시 마쓰다이라 가 신사 및 도쿄도 신주쿠구 쇼주인.

## 가계
- 아버지: 마쓰다이라 요시타쓰
- 양부: 마쓰다이라 가타타카
- 어머니: 고모리씨

형제
- 도쿠가와 요시카쓰(제14대, 제17대 오와리번주)
- 마쓰다이라 다케나리(제3대 하마다 번주)
- 도쿠가와 모치나가(제11대 다카스 번주, 제15대 오와리번주 , 제10대 히토쓰바시가 당주)
- 마쓰다이라 사다아키(제4대 구와나번주)
- 마쓰다이라 요시타케(제13대 다카스 번주)

의자매
- 데루히메 (이노 번주 호시나 마사모토의 딸이자 마쓰다이라 가타타카의 양녀, 나카쓰번주 오쿠다이라 마사모토의 정실)

정실
- 사토히메 (마쓰다이라 가타타카의 5녀) - 14세에 가타모리와 혼인했지만, 19세에 사망했다

자녀
- 마쓰다이라 가타하루(장남)
- 마쓰다이라 다케오(차남) (이사스미 신사 제관) - 자식은 마쓰다이라 이사오(松平勇雄)
- 야마다 히데오(5남) (야마다 백작가의 데릴사위)
- 마쓰다이라 쓰네오(6남) (주영 대사 역임, 도쿠가와 종가 18대 도쿠가와 쓰네나리의 조부)
- 마쓰다이라 모리오(7남) (해군 소장 역임)

양자
- 마쓰다이라 노부노리 (도쿠가와 나리아키의 19남)

## 같이 보기
- 마쓰다이라 사다아키 (1847년)
- 오우에쓰 열번 동맹